# Simulium variegatum
Simulium variegatum är en tvåvingeart som först beskrevs av Johann Wilhelm Meigen 1818.  Simulium variegatum ingår i släktet Simulium och familjen knott. Inga underarter finns listade i Catalogue of Life.